# L'Honneur des Prizzi
Pour plus de détails, voir Fiche technique et Distribution.
L'Honneur des Prizzi (Prizzi's Honor) est un film américain réalisé par John Huston, sorti en 1985 et adapté du livre du même nom de Richard Condon.

## Synopsis
Charley, un mafioso, rencontre Irène lors du mariage d'un membre de la mafia italo-américaine de Brooklyn. Immédiatement subjugué par son charme, Charley la rejoint en Californie et ils deviennent amants.
Irène s'est présentée comme une conseillère fiscale séparée de son mari, mais il apparait rapidement qu'elle est, comme Charley, une tueuse professionnelle.
Comme Irène est devenue opportunément veuve, ils se marient et poursuivent leurs activités...

## Fiche technique
- Titre : L'Honneur des Prizzi
- Titre original : Prizzi's Honor
- Réalisation : John Huston
- Scénario : Richard Condon et Janet Roach (de) d'après le livre de Richard Condon
- Production : John Foreman
- Musique : Alex North
- Photographie : Andrzej Bartkowiak
- Son : Dennis Maitland, Kim Maitland, Art Rochester (en)
- Costumes : Donfeld
- Décors : Bruce Weintraub (en)
- Montage : Rudi Fehr et Kaja Fehr (de)
- Société de distribution : Twentieth Century Fox
- Pays d'origine :  États-Unis
- Langue : anglais
- Format : Couleurs - Dolby
- Genre : Drame
- Durée : 130 minutes
- Date de sortie : 1985

## Distribution
- Jack Nicholson (VF : Jean-Pierre Moulin)[2] : Charley Partanna
- Kathleen Turner (VF : Perrette Pradier) : Irene Walker
- Robert Loggia (VF : Jean Michaud) : Eduardo Prizzi
- John Randolph (VF : Serge Sauvion) : Angelo 'Pop' Partanna
- William Hickey (VF : Jacques Deschamps) : Don Corrado Prizzi
- Lee Richardson (VF : Michel Bardinet) : Dominic Prizzi
- Michael Lombard (en) : Rosario Filargi 'Finlay'
- Anjelica Huston (VF : Évelyne Séléna) : Maerose Prizzi
- George Santopietro : Plumber
- Lawrence Tierney : Lieutenant Hanley
- CCH Pounder : Peaches Altamont
- Ann Selepegno : Amalia Prizzi
- Vic Polizos : Phil Vittimizzare
- Dick O'Neill (VF : Jean Violette) : Bluestone
- Joseph Ruskin : Marxie Heller

## Distinctions
- Oscar de la meilleure actrice dans un second rôle pour Anjelica Huston
- Golden Globe du meilleur film musical ou de comédie
- Golden Globe du meilleur réalisateur pour John Huston
- Golden Globe du meilleur acteur dans un film musical ou une comédie pour Jack Nicholson
- Golden Globe de la meilleure actrice dans un film musical ou une comédie pour Kathleen Turner